# Monte Cerignone
Monte Cerignone település Olaszországban, Marche régióban, Pesaro és Urbino megyében. Lakosainak száma 604 fő (2023. január 1.). Monte Cerignone Macerata Feltria, Montecopiolo, Sassocorvaro Auditore, Tavoleto, Monte Grimano és Mercatino Conca községekkel határos.

## Népesség
A település lakossága az elmúlt években az alábbi módon változott:
| Lakosok száma | 667  | 656  | 604  |
|               | 2017 | 2018 | 2023 |